# Nadia Valenzuela
Nadia Valenzuela (Victoria, 25 de junio de 1980) es una docente chilena.

## Biografía
En 2005 se licenció en Educación, con mención en Educación General Básica, de la sede Victoria de la Universidad Arturo Prat.[cita requerida]
Trabajó en el Centro de Educación y Trabajo de Gendarmería de Chile participando en el proceso de reinserción en la sociedad de internos.
Realizó un Diplomado para jóvenes líderes latinoamericanos, el Austria el año 2014 y una pasantía en Heidelberg, Alemania, relacionada con la enseñanza de la astronomía y es profesora de ciencias en la Escuela Hermanos Carrera de Angol. La escuela tiene 230 alumnos que cuenta con un alto porcentaje de situación de vulnerabilidad y muchos de ellos se han criado en Aldeas Infantiles SOS.
Ha postulado a diversos proyectos, especialmente para la NASA, en relación con el medio ambiente y el desarrollo de especies en gravedad cero.
Actualmente es la Directora de la Fundación Nadia Valenzuela, Organización que tiene como finalidad, abordar la vulnerabilidad social desde el ámbito social, académico y el apoyo socioemocional, a niños y familias que viven en un entorno de extrema vulnerabilidad social. Es la encargada del Observatorio Pewen: mirando las estrellas desde las Araucarias, lugar donde da clases de astronomía tradicional e imparte talleres de astronomñia inclusivos para personas con discapacidad visual, mediante un método creado por ella.

## Reconocimientos
- Mujer Impacta Región de la Araucanía, 2018
- Global Teacher Prize Chile, 2019
- Profesora destaca de la Comuna de Angol, 2019
- 100 mujeres líderes de la Araucanía, 2019
- Mujer Enel 2019